# Martindale Hall Conservation Park
Martindale Hall Conservation Park är en park i Australien. Den ligger i delstaten South Australia, omkring 110 kilometer norr om delstatshuvudstaden Adelaide.
Runt Martindale Hall Conservation Park är det mycket glesbefolkat, med 6 invånare per kvadratkilometer.. Närmaste större samhälle är Clare, omkring 16 kilometer nordväst om Martindale Hall Conservation Park.
Trakten runt Martindale Hall Conservation Park består till största delen av jordbruksmark. Genomsnittlig årsnederbörd är 513 millimeter. Den regnigaste månaden är maj, med i genomsnitt 78 mm nederbörd, och den torraste är december, med 12 mm nederbörd.